# Artignosc-sur-Verdon
 Artignosc-sur-Verdon  (en occitano Artinhòsc) es una población y comuna francesa, en la región de Provenza-Alpes-Costa Azul, departamento de Var, en el distrito de Brignoles y cantón de Tavernes.

## Demografía
| 160 | 173 | 181 | 187 | 201 | 221 | 237 |
| Para los censos de 1962 a 1999 la población legal corresponde a la población sin duplicidades (Fuente: INSEE [Consultar]) |     |     |     |     |     |     |